# Падули
Паду̀ли (на италиански: Paduli) е малко градче и община в Южна Италия, провинция Беневенто, регион Кампания. Разположено е на 349 m надморска височина. Населението на общината е 4127 души (към 2010 г.).